# Pantaleón e le visitatrici (film)
Pantaleón e le visitatrici (Pantaleón y las visitadoras) è un film del 1999 diretto da Francisco José Lombardi, interpretato da Angie Cepeda e Salvador Del Solar, basato sull'omonimo romanzo di Mario Vargas Llosa.

## Trama
Il capitano Pantaleón Pantoja viene chiamato a eseguire una missione difficile e top secret: organizzare un servizio ambulante di "visitatrici", un gruppo di ragazze pronte a soddisfare i bisogni sessuali dei soldati nella giungla amazzonica

## Differenze rispetto al libro
- Nel libro di Vargas Llosa, Olga Arellano - la prostituta con la quale il capitano Pantoja inizia una relazione extraconiugale -, è detta la "Brasiliana", poiché aveva vissuto precedentemente a Manaus; nel film il suo appellativo diventa la "Colombiana", in accordo con la nazionalità dell'attrice Angie Cepeda, che l'ha impersonata.